# Seven Femenino de Estados Unidos 2016
El Seven Femenino de Estados Unidos de 2016 fue la cuarta edición del torneo de rugby 7, fue el tercer torneo de la Serie Mundial Femenina de Rugby 7 2015-16.
Se disputó en la instalaciones del Fifth Third Bank Stadium de Atlanta, Georgia.

## Fase de grupos

### Grupo A
| Equipo     | Encuentros | Encuentros | Encuentros | Encuentros | Tantos  | Tantos    | Tantos     | Puntos |
| Equipo     | jugados    | ganados    | empatados  | perdidos   | a favor | en contra | diferencia | Puntos |
| ---------- | ---------- | ---------- | ---------- | ---------- | ------- | --------- | ---------- | ------ |
| Inglaterra | 3          | 3          | 0          | 0          | 94      | 14        | +80        | 9      |
| Australia  | 3          | 2          | 0          | 1          | 63      | 26        | +37        | 7      |
| Fiyi       | 3          | 1          | 0          | 2          | 53      | 57        | -4         | 5      |
| Colombia   | 3          | 0          | 0          | 3          | 7       | 120       | -113       | 3      |

### Grupo B
| Equipo  | Encuentros | Encuentros | Encuentros | Encuentros | Tantos  | Tantos    | Tantos     | Puntos |
| Equipo  | jugados    | ganados    | empatados  | perdidos   | a favor | en contra | diferencia | Puntos |
| ------- | ---------- | ---------- | ---------- | ---------- | ------- | --------- | ---------- | ------ |
| Canadá  | 3          | 3          | 0          | 0          | 72      | 22        | +50        | 9      |
| Francia | 3          | 2          | 0          | 1          | 56      | 24        | +32        | 7      |
| Rusia   | 3          | 1          | 0          | 2          | 22      | 55        | -30        | 5      |
| Irlanda | 3          | 0          | 0          | 3          | 12      | 61        | -49        | 3      |

### Grupo C
| Equipo         | Encuentros | Encuentros | Encuentros | Encuentros | Tantos  | Tantos    | Tantos     | Puntos |
| Equipo         | jugados    | ganados    | empatados  | perdidos   | a favor | en contra | diferencia | Puntos |
| -------------- | ---------- | ---------- | ---------- | ---------- | ------- | --------- | ---------- | ------ |
| Estados Unidos | 3          | 3          | 0          | 0          | 69      | 17        | +52        | 9      |
| Nueva Zelanda  | 3          | 2          | 0          | 1          | 53      | 22        | +31        | 7      |
| Japón          | 3          | 1          | 0          | 2          | 32      | 78        | -46        | 5      |
| España         | 3          | 0          | 0          | 3          | 12      | 49        | -37        | 3      |

## Fase Final

### Copa de oro
|  | Cuartos de final | Cuartos de final | Cuartos de final |               |            | Semifinales | Semifinales | Semifinales |            |               | Copa          | Copa         | Copa |  |
|  |                  |                  |                  |               |            |             |             |             |            |               |               |              |      |  |
|  |                  |                  |                  |               |            |             |             |             |            |               |               |              |      |  |
|  | Inglaterra       | Inglaterra       | 19               |               |            |             |             |             |            |               |               |              |      |  |
|  | Inglaterra       | Inglaterra       | 19               |               |            |             |             |             |            |               |               |              |      |  |
|  | Rusia            | Rusia            | 12               |               |            |             |             |             |            |               |               |              |      |  |
|  | Rusia            | Rusia            | 12               |               | Inglaterra | Inglaterra  | 19          |             |            |               |               |              |      |  |
|  |                  |                  |                  |               | Inglaterra | Inglaterra  | 19          |             |            |               |               |              |      |  |
|  |                  |                  | Nueva Zelanda    | Nueva Zelanda | 24         |             |             |             |            |               |               |              |      |  |
|  | Nueva Zelanda    | Nueva Zelanda    | Nueva Zelanda    | Nueva Zelanda | 24         | 24          |             |             |            |               |               |              |      |  |
|  | Nueva Zelanda    | Nueva Zelanda    |                  |               |            |             |             |             |            |               |               |              |      |  |
|  | Francia          | Francia          | 7                |               |            |             |             |             |            |               |               |              |      |  |
|  | Francia          | Francia          | 7                |               |            |             |             |             |            | Nueva Zelanda | Nueva Zelanda | 19           |      |  |
|  |                  |                  |                  |               |            |             |             |             |            | Nueva Zelanda | Nueva Zelanda | 19           |      |  |
|  |                  |                  | Australia        | Australia     | 24         |             |             |             |            |               |               |              |      |  |
|  | Canadá           | Canadá           | Australia        | Australia     | 24         | 29          |             |             |            |               |               |              |      |  |
|  | Canadá           | Canadá           |                  |               |            |             |             |             |            |               |               |              |      |  |
|  | Fiyi             | Fiyi             | 0                |               |            |             |             |             |            |               |               |              |      |  |
|  | Fiyi             | Fiyi             | 0                |               | Canadá     | Canadá      | 14          |             |            | Tercer lugar  | Tercer lugar  | Tercer lugar |      |  |
|  |                  |                  |                  |               | Canadá     | Canadá      | 14          |             |            | Tercer lugar  | Tercer lugar  | Tercer lugar |      |  |
|  |                  |                  | Australia        | Australia     | 26         |             |             |             |            |               |               |              |      |  |
|  | Australia        | Australia        | Australia        | Australia     | 26         | 22          |             |             | Inglaterra | Inglaterra    | 26            |              |      |  |
|  | Australia        | Australia        |                  |               |            |             |             |             | Inglaterra | Inglaterra    | 26            |              |      |  |
|  | Estados Unidos   | Estados Unidos   | 5                |               |            |             |             |             |            |               | Canadá        | Canadá       | 14   |  |
|  | Estados Unidos   | Estados Unidos   | 5                |               |            |             |             |             |            |               | Canadá        | Canadá       | 14   |  |
|  |                  |                  |                  |               |            |             |             |             |            |               |               |              |      |  |

| Bandera de Australia   |
| Campeón Australia      |
| 3º título del circuito |